# Estornell de Biak
L'estornell de Biak (Aplonis magna) és un ocell de la família dels estúrnids (Sturnidae). El seu estat de conservació es considera de risc mínim.

## Hàbitat i distribució
Habita boscos i zones obertes de les terres baixes a les illes de Biak i Numfor, prop de nord de Nova Guinea.